# Schistocerca piceifrons
Schistocerca piceifrons es una especie de langosta de la subfamilia Cyrtacanthacridinae, familia Acrididae.

## Taxonomía y distribución
S. piceifrons está estrechamente relacionado con Schistocerca americana, pero exhibe un mayor grado de polimorfismo de fase referido en la literatura técnica como «plasticidad fenotípica dependiente de la densidad». Es el enjambre de langostas típico de la América tropical.

## Subespecies
Se reconocen dos subespecies de S. piceifrons:
- Schistocerca piceifrons piceifrons, que se encuentra en las áreas secas de la costa del Pacífico de Centroamérica y la Península de Yucatán en México;
- Schistocerca piceifrons peruviana, que se encuentra en los valles altos de los Andes.[6]

Históricamente, los enjambres han invadido el norte a través de Colombia y Venezuela hasta Guyana. Esta especie muestra un polimorfismo típico de la fase de la langosta. Las ninfas solitarias son verdes, pero las gregarias son rosadas con un patrón negro. Existen diferencias morfológicas entre adultos solitarios y gregarios. Durante muchos años se creyó que las dos fases eran especies diferentes; la forma gregaria se identificó erróneamente como S. paranensis y la forma solitaria como S. americana.

## Ciclo de vida y estado de plagas
La especie es polífaga, pero muestra preferencia por el arroz, el trigo, el maíz, las palmas y los cítricos. También ataca al girasol, lentejas, papa, tabaco y sorgo cuando las plantas preferidas no están disponibles.
El ciclo de vida de S. p. piceifrons en Yucatán y Centroamérica es el siguiente. Sobrevive a la estación seca del invierno en la etapa adulta. La cópula y la oviposición ocurren en abril y una nueva generación de adultos aparece en julio. Estos maduran en septiembre y ponen una segunda generación de huevos que eclosionan en octubre. Esta generación se vuelve adulta a finales de diciembre hasta principios de enero y permanece inmadura hasta el siguiente abril.
El ciclo de vida de S. p. peruviana se comprende menos debido al efecto complicado de la altitud. Sin embargo, también se cree que tiene dos generaciones por año, aunque esto no es seguro, sobreviviendo a la estación seca de mayo a octubre en la etapa adulta.
La plaga más grave registrada de S. p. piceifrons en Centroamérica ocurrió en 1939 y duró hasta 1954. En cuanto a S .p. peruviana, el área alrededor de Ayacucho ha estado permanentemente infestada desde 1940. De 1945 a 1948, el norte de Perú estuvo infestado por una plaga que cubrió 100 000 kilómetros cuadrados. Colombia ha registrado doce plagas de langostas entre 1540 y 1917. Enjambres, probablemente originarios de Colombia, llegaron a Venezuela, Trinidad y Guyana en dos plagas: 1881-1886 y 1913-1918, aunque no se puede determinar con certeza la subespecie de estas últimas.